# Jan Białas
Jan Grzegorz Białas (ur. 18 sierpnia 1952 w Siemianowicach, zm. 6 kwietnia 1975 w Bydgoszczy) – polski piłkarz, pomocnik.

## Życiorys
W reprezentacji Polski wystąpił jeden raz, w rozegranym 13 kwietnia 1974 spotkaniu z Haiti, które Polska przegrała 1:2. W meczu tym pod szyldem kadry A wystąpiła młodzieżówka. Białas był wówczas piłkarzem Szombierek. Grał także w GKS Tychy. Zmarł w wyniku obrażeń odniesionych w wypadku samochodowym. 29 marca 1975 roku pod Inowrocławiem samochód wiozący trzech piłkarzy olimpijskiej reprezentacji Polski, wracających z meczu towarzyskiego z USA w Bydgoszczy, najechał na nieoświetloną furmankę. Najmocniej w wypadku ucierpiał właśnie Białas, który 7 dni później zmarł w szpitalu. Pochowany w Przełajce, dzielnicy Siemianowic Śląskich.
W I lidze rozegrał 63 spotkania i zdobył 8 bramek.
Był bratem Stefana Białasa, również piłkarza.